# 泰国—委内瑞拉关系
泰委关系，是指歷史上的泰国和委内瑞拉（包括現在泰王国與委内瑞拉玻利瓦尔共和国）之間的雙邊關係。现今两国均为不结盟运动、77國集團成員國。

## 政治交流
20世纪70年代以来，泰国政府採取了新外交政策，开始加强与包括委内瑞拉在内的拉丁美洲国家在内的外交关系。随后泰国亦于1982年8月27日与委内瑞拉建交。此后两国关系友好顺利发展。
而在立场反美的烏戈·查維斯就任委内瑞拉总统后，泰国与委内瑞拉的关系也得到了长足的发展。查韦斯在任期间，重视发展与包括泰国在内的亚洲国家之邦交，查韦斯也表示有兴趣通过签署合作协议加强与泰国的一体化关系。不过截止2022年，泰、委两国仍然没有在对方首都互设大使馆，委内瑞拉对泰国的外交业务由驻马来西亚大使馆兼辖。自2006年以来，泰国对委内瑞拉的外交业务则由驻秘鲁大使馆兼辖，泰国政府也在加拉加斯委派了名誉领事，以发展双边关系。

## 旅行与簽證

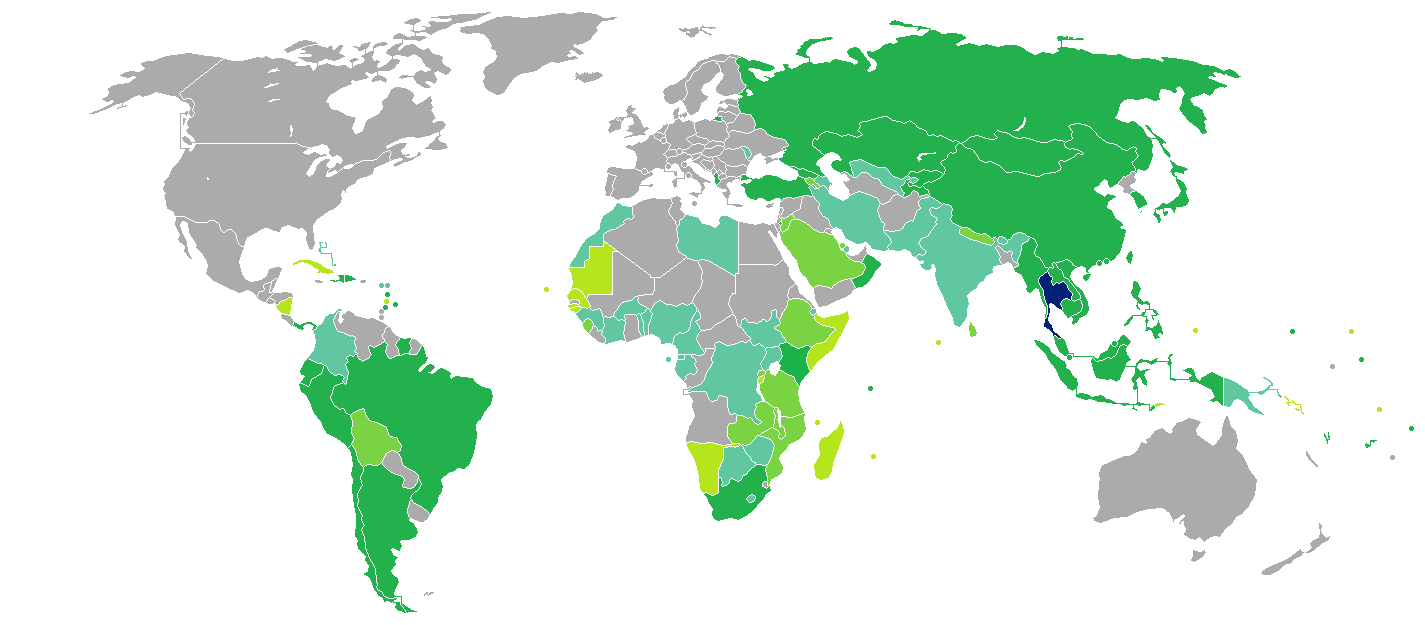
持泰國護照的泰國公民簽證要求分布圖：入境委内瑞拉需要簽證。

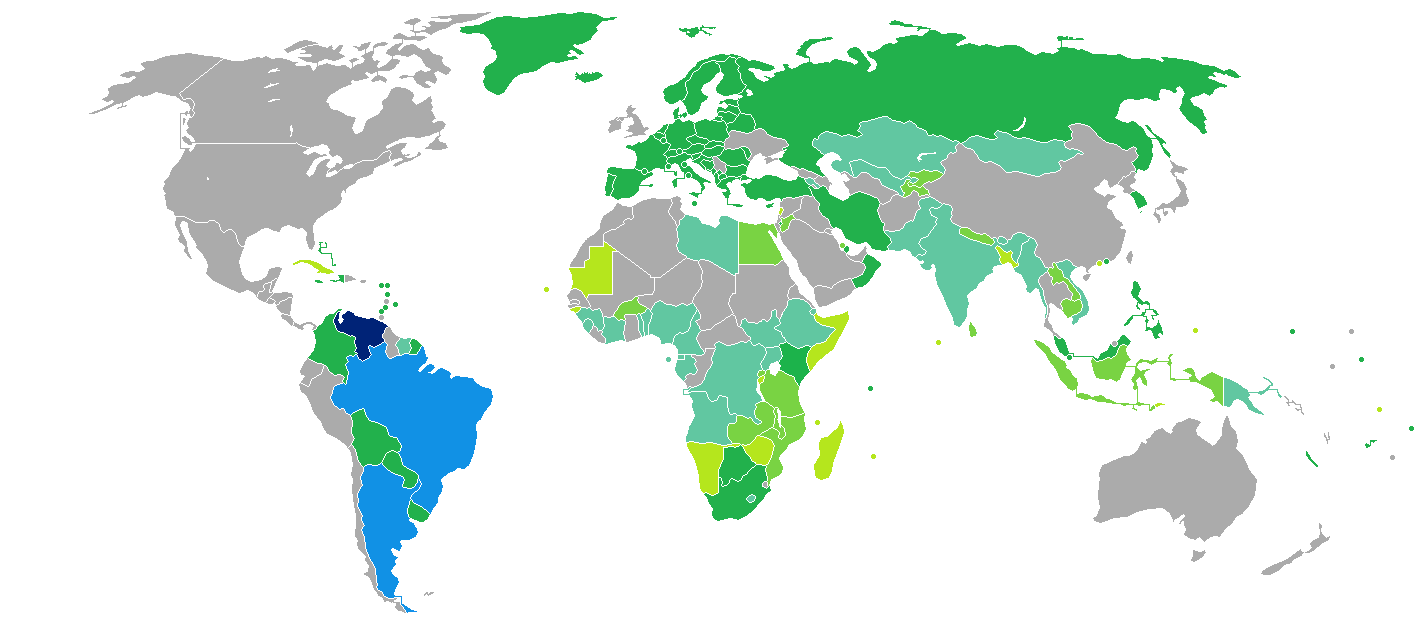
持委内瑞拉護照的委内瑞拉人口簽證要求分布圖：入境泰国需要簽證。

两国公民皆需申请签证方可入境对方国家，持泰國護照的泰國公民可前往委内瑞拉驻马来西亚大使馆申领签证。
持委内瑞拉護照的委内瑞拉公民可以前往泰国驻秘鲁大使馆申领签证，因委内瑞拉地处黃熱病疫区，入境泰國時亦必须出示國際接種證明書方可入境泰国。

## 经贸交流

### 贸易
泰、委两国早在20世纪90年代就已经开始发展了在能源领域上的合作关系。
据經濟複雜性研究中心统计，2020年，委内瑞拉与泰国双边贸易额达到1458万美元，其中泰国出口780万美元，主要向委内瑞拉出口橡胶轮胎、汽车等产品。而委内瑞拉向泰国出口了678万美元，主要出口冷冻鱼类、废铁和干豆类产品等。

## 人文交流
在泰國國際研究生計劃（TIPP）下，泰國政府正定期發放全額獎學金，提供委内瑞拉學生申請赴泰研習深造。